# Осёл на музыкальной лестнице
«Осёл на музыкальной лестнице» (эст. Eesel heliredelil) — эстонский мультипликационный фильм для взрослых.

## Сюжет
Жестокий отец превратил жизнь дочери в ад. Сможет ли мальчик, словно принц из сказки построить для неё новый, счастливый, мир, вместо кошмара, который окружал её в детстве?

## Создатели
| Режиссёр, сценарист и художник-постановщик | Пеэп Педмансон                                                                                                 |
|                                            | |
|                                            | |
| Художники-мультипликаторы                  | Лаури Кярк, Ю. Метсур, Майги Тросс, Руслан Питерья, Мати Ойя, Эвелин Теммин, Вероника Грюнберг, Тармо Ваарметс |
| Оператор                                   | Ярви Коткас, Янно Пылдмаа                                                                                      |
| Директор                                   | Калев Тамм |
| Композитор                                 | Рихо Сибул |
| Звукооператор                              | Мати Яска |
| Монтажёры                                  | Керсти Мийлен                                                                                                  |